# Episodi di Wild Bill Hickok (settima stagione)
La settima stagione della serie televisiva Wild Bill Hickok è andata in onda negli Stati Uniti dal 2 settembre 1956 al 25 novembre 1956 in syndication.
| nº | Titolo originale        | Prima TV USA      |
| -- | ----------------------- | ----------------- |
| 1  | Halley's Comet          | 2 settembre 1956  |
| 2  | Blind Alley             | 9 settembre 1956  |
| 3  | The Great Obstacle Race | 16 settembre 1956 |
| 4  | The Kangaroo Kaper      | 23 settembre 1956 |
| 5  | The Missing Diamonds    | 30 settembre 1956 |
| 6  | Jingles Gets the Bird   | 7 ottobre 1956    |
| 7  | Wild Bill's Odyssey     | 14 ottobre 1956   |
| 8  | The Bold Raven Rodeo    | 21 ottobre 1956   |
| 9  | The Rainmaker           | 28 ottobre 1956   |
| 10 | The Iron Major          | 4 novembre 1956   |
| 11 | Jingles Wins a Friend   | 11 novembre 1956  |
| 12 | The Gatling Gun         | 18 novembre 1956  |
| 13 | The Steam Wagon         | 25 novembre 1956  |

## Halley's Comet
- Diretto da:
- Scritto da:

### Trama
- Interpreti: Guy Madison (U.S. Marshal 'Wild Bill Hickok), Andy Devine (vice Marshal Jingles P. Jones), Lillian Bronson (Nana), Tristram Coffin (Randy Barnett), Robin Hughes (Emerson Gilhaven), Rolfe Sedan (professor DuVal), Dennis Moore (scagnozzo Romersa), Wayne Mallory (scagnozzo Kent), Donald Kerr (Sam), Ralph Bucko (cittadino)

## Blind Alley
- Diretto da:
- Scritto da:

### Trama
- Interpreti: Guy Madison (U.S. Marshal Wild Bill Hickok), Andy Devine (vice Marshal Jingles Jones), Mel Stevens (Cheekee), Pierce Lyden (Clint Morgan), James Alexander (Forest Ranger), Don C. Harvey (sceriffo Willis), Sam Flint (Doc Parker)

## The Great Obstacle Race
- Diretto da:
- Scritto da:

### Trama
- Interpreti: Guy Madison (U.S. Marshal James Butler 'Wild Bill Hickok), Andy Devine (vice Marshal Jingles P. Jones), Gregg Barton (Luke), Kenne Duncan (Pete), Terry Frost (Hank), Janet Harding (Sue), Paul McGuire (Denning), Billy Nelson (Dan), Damian O'Flynn (Parker)

## The Kangaroo Kaper
- Diretto da:
- Scritto da:

### Trama
- Interpreti: Guy Madison (Marshal Wild Bill Hickok), Andy Devine (vice Marshal Jingles P. Jones), Mauritz Hugo (E. Phillips Booth), Frank J. Scannell (Skinner), Larry Gelbman (Gould), John Goddard (vice sceriffo), Ken Christy (sceriffo Mosely), Fred Gabourie (Captuered outlaw), Casey MacGregor

## The Missing Diamonds
- Diretto da:
- Scritto da:

### Trama
- Interpreti: Guy Madison (U.S. Marshal Wild Bill Hickok), Andy Devine (vice Marshal Jingles), Byron Foulger (Primrose), Richard Valdespino (Juan Lopez), Rick Vallin (Pete), John Frederick (Buck), Pierre Watkin (dottor Wells), Alma Beltran (Senora Lopez)

## Jingles Gets the Bird
- Diretto da:
- Scritto da:

### Trama
- Interpreti: Guy Madison (U.S. Marshal James Butler 'Wild Bill Hickok), Andy Devine (vice Marshal Jingles P. Jones), George Cisar (dottor), Raymond Hatton (Cap'n Ben), Rory Mallinson (Jimmy Legs), Frank Sully (Tex)

## Wild Bill's Odyssey
- Diretto da:
- Scritto da:

### Trama
- Interpreti: Guy Madison (U.S. Marshal Wild Bill Hickok), Andy Devine (vice Marshal Jingles P. Jones), Lyle Talbot (W.T. Emerson), Scotty Morrow (Bobby Willis), Barbara Woodell (Mrs. Willis), Tom McKee (Bob Willis), Wayne Mallory (Randy), Ralph Neff (Sy), Hank Patterson (addetto al telegrafo Hank), Alan MacAteer (lavoratore nel ranch)

## The Bold Raven Rodeo
- Diretto da:
- Scritto da:

### Trama
- Interpreti: Guy Madison (U.S. Marshal James Butler 'Wild Bill Hickok), Andy Devine (vice Marshal Jingles P. Jones), Iron Eyes Cody (Chief Storm Cloud), Cecil Elliott (Mrs. Abernathy), Elizabeth Harrower (Martha Nicolson), Perry Ivins (Great Owl), Gregg Martell (Dan Nicolson), Julia Montoya (Squaw), Orlando Rodríguez (Bold Raven), Mary Jane Saunders (Mary Nicholson)

## The Rainmaker
- Diretto da:
- Scritto da:

### Trama
- Interpreti: Guy Madison (U.S. Marshal Wild Bill Hickok), Andy Devine (vice Marshal Jingles), Earle Hodgins (Chester Chatfield), Frank Fenton (Burnham), Morgan Jones (Red McWade), Emory Parnell (Dad McWade), William Haade (Wilks)

## The Iron Major
- Diretto da:
- Scritto da:

### Trama
- Interpreti: Guy Madison (U.S. Marshal James Butler 'Wild Bill Hickok), Andy Devine (vice Marshal Jingles P. Jones), Irving Bacon (maggiore Nevins), Audrey Conti (Ann), King Donovan (Molson), Eddie Foster (El Lobo), Leonard Penn (Riker)

## Jingles Wins a Friend
- Diretto da:
- Scritto da:

### Trama
- Interpreti: Guy Madison (U.S. Marshal James Butler 'Wild Bill Hickok), Andy Devine (vice Marshal Jingles P. Jones), Philip Ahn (Ho San), Larry Chance (Legs), King Donovan (Clay), Eddie Foster (Pierre), Terry Frost (Barton), Harry Lauter

## The Gatling Gun
- Diretto da:
- Scritto da:

### Trama
- Interpreti: Guy Madison (U.S. Marshal James Butler 'Wild Bill Hickok), Andy Devine (vice Marshal Jingles P. Jones), Stanley Andrews, George Baxter (colonnello Brady), Joseph Breen (Tucker), Michael Bryant (Wiley), John Damler (Black Mike Borgan), Victor Millan (soldato Little Crow), Don Sullivan (Blake), Ray Walker (Joe Raffer)

## The Steam Wagon
- Diretto da:
- Scritto da:

### Trama
- Interpreti: Guy Madison (U.S. Marshal James Butler 'Wild Bill Hickok), Andy Devine (vice Marshal Jingles P. Jones), George Eldredge (James Phelps), Don C. Harvey (Edgar Thorne), Donald Kerr (Greer), Louis Lettieri (Tommy), Lucien Littlefield (Casey Crank), Brad Morrow (Jimmy Crank), Dick Wessel (Willard Crane)